# 山莨菪碱
山莨菪鹼（英語：Anisodamine），也被稱為7β-羟基莨菪碱，是一種M受体抗膽鹼劑和α1腎上腺素受體拮抗劑，可用於治療急性循環性休克。它以外消旋混合物（消旋山莨菪碱）或右旋体氫溴酸鹽的形式口服或註射。其0.5%濃度的眼藥水可以減緩近視加深。
山莨菪鹼是一種自然存在的莨菪烷生物鹼，存在於茄科的一些植物中，包括曼陀羅等。其名稱來源於1965年4月由中国科研人员在山莨菪（唐古特莨菪）（Anisodus tanguticus）中被首次發現，因此又被成为“654”或“654-1”，其人工合成的消旋体（有两个手性中心可能不同，共四种手性异构体）被称为“654-2”。
相比阿托品，其穿透血脑屏障的能力很低，和脑内M受体的亲和力也低。因此和等量阿托品相比，其对中枢神经的影响更小，散瞳等效果更弱，但解痉的效果相等，对胃肠道的蠕动的抑制能力稍弱。中国来源认为这些关于“选择性”的观察对动物和人类都有效。因此它（准确地说，是消旋合成版本）在中国广泛运用。2012年加入中国基础药品目录。